# Villeneuve-sur-Bellot
 Villeneuve-sur-Bellot  es una población y comuna francesa, en la región de Isla de Francia, departamento de Sena y Marne, en el distrito de Provins y cantón de Rebais.

## Demografía
| 777 | 758 | 762 | 786 | 955 | 1070 |
| Para los censos de 1962 a 1999 la población legal corresponde a la población sin duplicidades (Fuente: INSEE [Consultar]) |     |     |     |     |      |